# 4932 Texstapa
4932 Texstapa eller 1984 EA1 är en asteroid i huvudbältet som upptäcktes den 9 mars 1984 av den amerikanske astronomen Brian A. Skiff vid Anderson Mesa Station. Den är uppkallad efter Texas Star Party, en årlig sammankomst för amatörastronomer.
Asteroiden har en diameter på ungefär 25 kilometer.